# Ross Dependency
Ross Dependency is een territoriale aanspraak van Nieuw-Zeeland op Antarctica. Het gebied ligt tussen 160° O en 150° W en bevat onder andere de bekende Rosszee en het eiland Ross. Ross Dependency werd opgeëist in 1923 en tot 1961 als overzees gebiedsdeel van Nieuw-Zeeland bestuurd. Na het Antarctisch Verdrag liggen de zaken echter wat anders en hebben andere landen ook enige zeggenschap over het bestuur van dit gebied op Antarctica.
Cookeilanden · Niue · Ross Dependency · Tokelau
Antártica · Argentijns Antarctica · Australisch Antarctisch Territorium · Brits Antarctisch Territorium · Koningin Maudland · Adélieland · Peter I-eiland · Ross Dependency